# Różan (gromada)
Różan – dawna gromada, czyli najmniejsza jednostka podziału terytorialnego Polskiej Rzeczypospolitej Ludowej w latach 1954–1972.
Gromady, z gromadzkimi radami narodowymi (GRN) jako organami władzy najniższego stopnia na wsi, funkcjonowały od reformy reorganizującej administrację wiejską przeprowadzonej jesienią 1954 do momentu ich zniesienia z dniem 1 stycznia 1973, tym samym wypierając organizację gminną w latach 1954–1972.
Gromadę Różan z siedzibą GRN w mieście Różanie (nie wchodzącym w jej skład) utworzono – jako jedną z 8759 gromad na obszarze Polski – w powiecie makowskim w woj. warszawskim, na mocy uchwały nr VI/10/6/54 WRN w Warszawie z dnia 5 października 1954. W skład jednostki weszły obszary dotychczasowych gromad Chrzczonki, Dyszobaba, Miłony i Szygi ze zniesionej gminy Sieluń w powiecie makowskim, obszary dotychczasowych gromad Załuzie i Zawady-Ponikiew ze zniesionej gminy Perzanowo w powiecie makowskim oraz obszary dotychczasowych gromad Dąbrówka i Kaszewiec ze zniesionej gminy Goworowo w powiecie ostrołęckim (woj. warszawskie). Dla gromady ustalono 12 członków gromadzkiej rady narodowej.
1 stycznia 1959 do gromady Różan przyłączono wieś Chełsty z gromady Jawory Stare w powiecie ostrołęckim.
31 grudnia 1959 do gromady Różan przyłączono miejscowości Paulinowo, Podbórz i Prycanowo z miasta Różan oraz wsie Dzbądz i Mroczki-Rembiszewo ze znoszonej gromady Mroczki-Kawki w powiecie makowskim.
Gromada przetrwała do końca 1972 roku, czyli do kolejnej reformy gminnej. 1 stycznia 1973 w powiecie makowskim utworzono gminę Różan.